# لماذا اوه سو جاي؟
لماذا اوه سو جاي؟ (بالكورية: ?왜 오수재인가)؛ هو مسلسل تلفزيوني كوري جنوبي، من بطولة سيو هيون جين، هوانغ ان يوب. عرض في 3 يونيو  إلى 23 يوليو 2022. تم بثه على قناة SBSTV يومي الجمعة والسبت، كما انه متاحا على Viki وVIU في مناطق مختارة.

## القصة
تدور أحداث الدراما حول المحامية القاسية أوه سو جاي (سيو هيون جين)، التي بدأت تشعر بالفراغ بعد أن سعت وراء النجاح فقط، وطالب كلية الحقوق غونغ تشان (هوانغ إن يوب)، الذي لا يخشى فعل أي شيء من أجل حمايتها. يتسبب قرار خاطئ في تغيير مجرى حياتهما.

## طاقم

### رئيسي
- سيو هيو جين في دور أوه سو جاي.[5]
- هوانغ إن يوب في دور جونغ تشان، طالب كلية الحقوق.[6]
  - لي يوجين في دور الشاب غونغ تشان.[7]

### أدوار داعمة
مكتب محاماة TK
- هيو جون هو في دور تشوي تاي كوك، رئيس شركة TK للمحاماة.[8]
- جيون جين كي في دورها ايل جو، السكرتير الأول لرئيس شركة محاماة TK.
- لي جيونغ يونغ في دور هان سيونغ بيوم، رئيس مجلس إدارة مجموعة هان سوو، أكبر مساهم وراعي لشركة محاماة TK.[9]
- لي جو وو في دور سونغ مي ريم، محامية في مكتب المحاماة أوه سو جاي.[10]
- جي سيونغ هيون في دور تشوي جو وان، الابن البكر ووريث شركة TK للمحاماة.[11]
- بارك شين وو في دور هان دونغ أوه، العضو المنتدب لمجموعة هانسو.[12]

أعضاء هيئة التدريس في كلية الحقوق بجامعة سيوجونغ والطلاب
- كيم تشانغ وون بدوربايك جين جي، محاضر في كلية الحقوق بجامعة سيو جونغ.[13]
- باي ان هيوك في دور تشوي يون سانغ، طالب في السنة الثانية في كلية الحقوق بجامعة سيوجونغ والابن الثاني لرئيس شركة TK للمحاماة.[14]
- جي جو ايون في دور جيونغ هي يونغ، أستاذة القانون.[15]
- لي جين هيوك في دور نام تشون بونغ، طالب قانون مرح ومتفائل.[16]
- نام جي هيون في دور لي سي ريون، طالبة كلية الحقوق بجامعة سيو جونغ.[17]
- كيم جي هوا بدور بارك جو هو، مساعد تدريس أوه سو جاي.[18]
- كيم جاي هوا بدور جو كانغ جا، تعمل مع أو سو جاي وجونغ تشان في كلية الحقوق بجامعة سيو جونغ.[19]

## المشاهدات
| الموسم | الموسم | رقم الحلقة | رقم الحلقة | رقم الحلقة | رقم الحلقة | رقم الحلقة | رقم الحلقة | رقم الحلقة | رقم الحلقة | رقم الحلقة | رقم الحلقة | رقم الحلقة | رقم الحلقة | رقم الحلقة | رقم الحلقة | رقم الحلقة | رقم الحلقة | المتوسط |
| الموسم | الموسم | 1          | 2          | 3          | 4          | 5          | 6          | 7          | 8          | 9          | 10         | 11         | 12         | 13         | 14         | 15         | 16         | المتوسط |
| ------ | ------ | ---------- | ---------- | ---------- | ---------- | ---------- | ---------- | ---------- | ---------- | ---------- | ---------- | ---------- | ---------- | ---------- | ---------- | ---------- | ---------- | ------- |
|        | 1      | 1.063      | 1.131      | 1.533      | 1.801      | 1.484      | 1.472      | 1.433      | 1.548      | 1.474      | 1.295      | 1.300      | 1.345      | 1.221      | 1.363      | 1.359      | 1.855      | 1.417   |

وفقا لنيلسن كوريا، فقد حققت الحلقة الأخيرة من المسلسل متوسط تقييم بنسبة 10.7% بحوالي أكثر من 1.8 مليون مشاهدة.
| الحلقات | تاريخ البث    | تقييمات نيلسن كوريا | تقييمات نيلسن كوريا |
| الحلقات | تاريخ البث    | على الصعيد الوطني   | سيئول               |
| ------- | ------------- | ------------------- | ------------------- |
| 1       | 3 يونيو 2022  | 6.0%                | 6.1%                |
| 2       | 4 يونيو 2022  | 6.5%                | 7.1%                |
| 3       | 10 يونيو 2022 | 8.4%                | 9.2%                |
| 4       | 11 يونيو 2022 | 10.1%               | 10.5%               |
| 5       | 17 يونيو 2022 | 8.9%                | 9.1%                |
| 6       | 18 يونيو 2022 | 8.8%                | 9.5%                |
| 7       | 24 يونيو 2022 | 8.7%                | 8.8%                |
| 8       | 25 يونيو 2022 | 9.2%                | 9.5%                |
| 9       | 1 يوليو 2022  | 8.7%                | 8.7%                |
| 10      | 2 يوليو 2022  | 7.4%                | 7.5%                |
| 11      | 8 يوليو 2022  | 7.0%                | 7.2%                |
| 12      | 9 يوليو 2022  | 7.7%                | 8.6%                |
| 13      | 15 يوليو 2022 | 7.4%                | 7.9%                |
| 14      | 16 يوليو 2022 | 7.8%                | 8.5%                |
| 15      | 22 يوليو 2022 | 7.7%                | 7.9%                |
| 16      | 23 يوليو 2022 | 10.7%               | 11.4%               |
| متوسط   | متوسط         | 8.2%                | 8.6%                |

## الإنتاج

### ينتج
في 10 ديسمبر عام 2020 ، أعلنت إس بي إس عن خططها الدرامية، وكان من بينها مسلسل «لماذا أوه سو جاي» ، والذي تلعبه الممثلة سيو هيون جو بدور البطولة، المسلسل من تأليف كيم جي اون التي كتبت المسلسل الناجح «أكاذيب مغلفة» لعام 2020 ، ومن وإخراج كيم سو جين التي عملت على مسلسل «قضية كبيرة» لعام 2019.

### طاقم
في أكتوبر 2021 ، تم تأكيد انضمام كل من هوانغ ان يوب وهيون جون هو ضمن فريق التمثيل الرئيسي.

### التصوير
تمت قراءة سيناريو المسلسل في 19 أكتوبر 2021، بينما بدأ التصوير في نوفمبر من نفس العام.
في 24 يناير 2022 ، توقف التصوير لمدة أسبوعين بعد تشخيص إصابة المخرجة بارك سوو جين بـ كوفيد 19. لم تتمكن المخرجة بارك سو جين ، التي لم يتم تطعيمها مطلقًا بناءً على توصية الطبيب، من العودة إلى استكمال التصوير لأسباب صحية بعد تشخيص إصابتها بكوفيد 19. لذلك ، تولى المخرج المشارك كيم جي هيون وكانغ بو سيونغ الإخراج مؤقتًا.

## روابط خارجية
- على الموقع الرسمي (بالكورية)
- لماذا اوه سو جاي؟ على موقع IMDb (الإنجليزية)
- لماذا اوه سو جاي؟ على موقع ليتربوكسد (الإنجليزية)
- لماذا اوه سو جاي؟ على موقع كينوبويسك (الروسية)
- لماذا اوه سو جاي؟ على موقع قاعدة بيانات الفيلم (الإنجليزية)
- لماذا اوه سو جاي؟ على هانسينما (بالإنجليزية)